# Katie Uhlaender
Katie Uhlaender (Vail, 17 juli 1984) is een Amerikaans skeletonster.

## Carrière
Uhlaender deed aan atletiek en speelde basketbal in haar jeugd. Uhlaender maakte haar wereldbekerdebuut op 26 november 2004 in Winterberg. Ze kwalificeerde zich voor de Olympische Winterspelen van 2006, waar ze goed was voor een zesde plaats. Net voor de Spelen raakte haar coach in opspraak door een zedenzaak en een teamgenoot testte positief op een maskeerproduct. Op 2 december 2006 won ze haar eerste wereldbekerwedstrijd in het Canadese Calgary. In hetzelfde seizoen won ze nog 4 wereldbekerwedstrijden waardoor ze ook de eindoverwinning in de wereldbeker skeleton 2006/2007 in de wacht sleepte. In 2007 won ze ook brons op het wereldkampioenschap in Sankt Moritz. Uhlaender won ook de wereldbeker 2007/2008. 
Op de wereldkampioenschappen skeleton 2008 behaalde ze de zilveren medaille op het individuele nummer, maar ook de bronzen medaille in de landenwedstrijd.
Tijdens de Olympische Winterspelen van 2010 in Vancouver gleed Uhlaender naar de elfde plaats. Twee jaar later, op de Wereldkampioenschappen skeleton 2012 behaalde ze haar eerste wereldtitel. Enkele dagen later werd ze ook wereldkampioene met het Amerikaanse team in de landenwedstrijd. Van 2011 tot 2013 was ze ook actief als gewichtshefster en probeerde ze zich te kwalificeren voor de Olympische Zomerspelen, ze was ook kortstondig baanwielrenster.
Op de Olympische Winterspelen 2014 werd Uhlaender vierde op slechts vier honderdsten van de Russische Jelena Nikitina, nadien sprak ze zich meermaals kritisch uit over het Russische dopingprogramma. In 2018 nam ze opnieuw deel ditmaal behaalde ze een maar een dertiende plaats. Op de Winterspelen in 2022 nam ze voor de vijfde keer deel en werd 6e net zoals haar eerste deelname zestien jaar eerder.
Uhlaender neemt kende haar grootste successen voor haar blessures en het herstel van meerdere zware operaties in 2009 aan haar knieschijf; ze onderging in totaal twaalf verschillende operaties in haar carrière. In 2016 werd er een auto-immuunziekte bij haar vastgesteld. In 2017 ontdekte ze het overlijden van haar goede vriend Steven Holcombin zijn hotelkamer. Nadien nam ze nog verschillende malen deel aan de wereldbeker en scoorde nog steeds goede resultaten maar kon geen top 10 resultaat in de eindranking meer behalen. Na lange tijd niet te hebben deelgenomen aan het wereldkampioenschap behaalde ze in 2021 een zesde plaats.

## Privé
Ze is de dochter van honkbalspeler en coach Ted Uhlaender die in 2009 overleed toen ze actief was in een wereldbekerwedstrijd, ze hoorde pas nadien van zijn overlijden.

## Resultaten

### Olympische Spelen
| Jaar | Plaats      | Onderdeel |
| ---- | ----------- | --------- |
| 2006 | Turijn      | 6e        |
| 2010 | Vancouver   | 11e       |
| 2014 | Sotsji      | 4e        |
| 2018 | Pyeongchang | 13e       |
| 2022 | Peking      | 6e        |

### Wereldkampioenschappen
| Jaar | Plaats       | Onderdeel                                 |
| ---- | ------------ | ----------------------------------------- |
| 2005 | Calgary      | 7e individueel                            |
| 2007 | Sankt Moritz | individueel                               |
| 2008 | Altenberg    | individueel · landenwedstrijd             |
| 2009 | Lake Placid  | 7e individueel · landenwedstrijd          |
| 2011 | Königssee    | 9e individueel 9e landenwedstrijd         |
| 2012 | Lake Placid  | individueel · landenwedstrijd             |
| 2013 | Sankt Moritz | 7e individueel 8e landenwedstrijd         |
| 2016 | Igls         | 10e individueel 10e met gemengdlandenteam |
| 2021 | Altenberg    | 6e Individueel                            |

### Wereldbeker
| Seizoen   | Rang  |
| --------- | ----- |
| 2004/2005 | 6e    |
| 2005/2006 | 4e    |
| 2006/2007 | Goud  |
| 2007/2008 | Goud  |
| 2008/2009 | Brons |
| 2009/2010 | 7e    |
| 2010/2011 | 24e   |
| 2011/2012 | 11e   |
| 2012/2013 | Brons |
| 2013/2014 | 12e   |
| 2014/2015 | /     |
| 2015/2016 | /     |
| 2016/2017 | 16e   |
| 2017/2018 | 12e   |
| 2018/2019 | /     |
| 2019/2020 | /     |
| 2020/2021 | 18e   |
| 2021/2022 | 13e   |

| Datum            | Plaats          |
| ---------------- | --------------- |
| 2 december 2006  | Calgary         |
| 9 december 2006  | Park City       |
| 17 december 2006 | Lake Placid     |
| 14 januari 2007  | Nagano          |
| 18 februari 2007 | Winterberg      |
| 14 december 2007 | Lake Placid     |
| 18 januari 2008  | Cesana Torinese |
| 26 januari 2008  | Sankt Moritz    |
| 2 februari 2008  | Königssee       |
| 17 november 2012 | Park City       |
| 15 december 2012 | La Plagne       |